# Andilly (Meurthe-et-Moselle)
Pour les articles homonymes, voir Andilly.
Andilly est une commune française située dans le département de Meurthe-et-Moselle en région Grand Est.

## Géographie
- 1Carte dynamique
- 2Carte OpenStreetMap
- 3Carte topographique
- 4Carte avec les communes environnantes
- 5Ban communal

La commune fait partie du parc naturel régional de Lorraine.
D’après les données Corine land Cover, le ban communal de 712 hectares comprend en 2011, plus de 84 % de terres arables et de prairies, près de 8,5 % de forêt, 3 % de surfaces agricoles diverses et 5 % de zones urbanisées.
La commune est aujourd’hui traversée par la route départementale 904 (ex Route nationale 404) mais les chroniques archéologiques signalent un ancien chemin traversant la commune du nord au sud pour relier Toul à Pannes vers Bavay (parfois nommé chemin Brabant car ce dernier a fait partie de la Lotharingie)
Le territoire est arrosé par les cours d'eau suivants : le Terrouin (3,101 km), le ruisseau de la Grande Tourniere (1,682 km), le ruisseau de l’Étang de Villanaux (0,481 km) et le ruisseau de Mandrelle (2,62 km)

### Communes limitrophes
| Sanzey        | Royaumeix | Manoncourt-en-Woëvre |
| Ménil-la-Tour | Andilly   | Avrainville          |
| Lagney        | Bouvron   | Francheville         |

### Hydrographie
La commune est dans le bassin versant du Rhin au sein du bassin Rhin-Meuse. Elle est drainée par le ruisseau de la Grande Tourniere, le ruisseau de l'Étang de Villanaux, le ruisseau de Mandrelle et le Terrouin,.

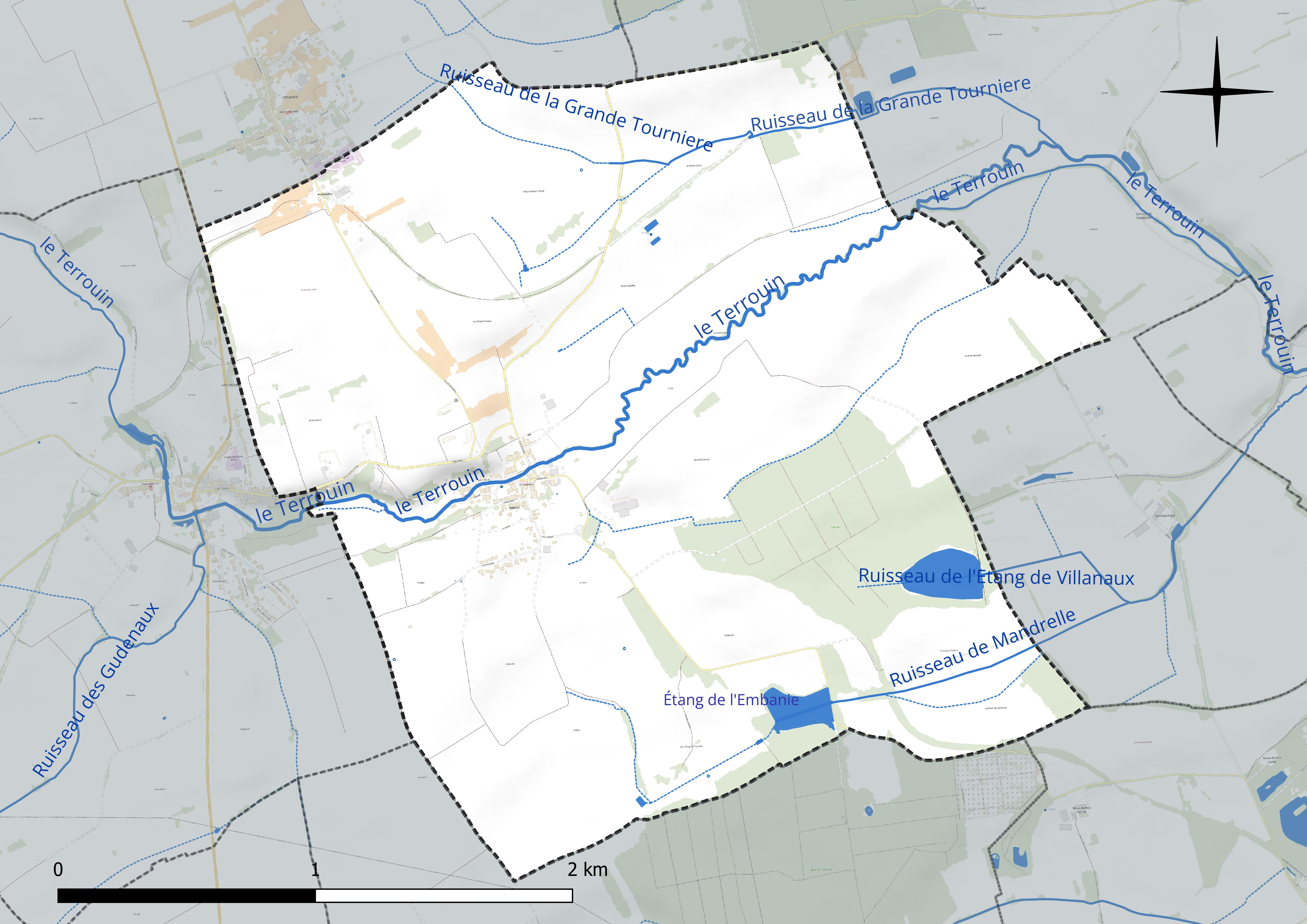
Réseau hydrographique d'Andilly.

Deux plans d'eau complètent le réseau hydrographique : l'étang de l'Embanie (3,3 ha) et l'étang de Villanaux (4,9 ha),.

### Climat
Pour des articles plus généraux, voir Climat du Grand Est et Climat de Meurthe-et-Moselle.
En 2010, le climat de la commune est de type climat des marges montargnardes, selon une étude du Centre national de la recherche scientifique s'appuyant sur une série de données couvrant la période 1971-2000. En 2020, Météo-France publie une typologie des climats de la France métropolitaine dans laquelle la commune est dans une zone de transition entre le climat océanique altéré et le climat océanique altéré et est dans la région climatique Lorraine, plateau de Langres, Morvan, caractérisée par un hiver rude (1,5 °C), des vents modérés et des brouillards fréquents en automne et hiver.
Pour la période 1971-2000, la température annuelle moyenne est de 9,6 °C, avec une amplitude thermique annuelle de 16,8 °C. Le cumul annuel moyen de précipitations est de 819 mm, avec 12 jours de précipitations en janvier et 9,1 jours en juillet. Pour la période 1991-2020, la température moyenne annuelle observée sur la station météorologique de Météo-France la plus proche, « Nonsard », sur la commune de Nonsard-Lamarche à 20 km à vol d'oiseau, est de 10,7 °C et le cumul annuel moyen de précipitations est de 690,8 mm. 
La température maximale relevée sur cette station est de 40,1 °C, atteinte le 25 juillet 2019 ; la température minimale est de −17 °C, atteinte le 1er mars 2005,,.
Les paramètres climatiques de la commune ont été estimés pour le milieu du siècle (2041-2070) selon différents scénarios d'émission de gaz à effet de serre à partir des nouvelles projections climatiques de référence DRIAS-2020. Ils sont consultables sur un site dédié publié par Météo-France en novembre 2022.

## Urbanisme

### Typologie
Au 1er janvier 2024, Andilly est catégorisée commune rurale à habitat dispersé, selon la nouvelle grille communale de densité à sept niveaux définie par l'Insee en 2022.
Elle est située hors unité urbaine. Par ailleurs la commune fait partie de l'aire d'attraction de Nancy, dont elle est une commune de la couronne,. Cette aire, qui regroupe 353 communes, est catégorisée dans les aires de 200 000 à moins de 700 000 habitants,.

### Occupation des sols
L'occupation des sols de la commune, telle qu'elle ressort de la base de données européenne d’occupation biophysique des sols Corine Land Cover (CLC), est marquée par l'importance des territoires agricoles (85,8 % en 2018), en diminution par rapport à 1990 (86,8 %). La répartition détaillée en 2018 est la suivante : 
terres arables (48,4 %), prairies (34,4 %), forêts (8,4 %), zones urbanisées (5,9 %), zones agricoles hétérogènes (2,9 %). L'évolution de l’occupation des sols de la commune et de ses infrastructures peut être observée sur les différentes représentations cartographiques du territoire : la carte de Cassini (XVIIIe siècle), la carte d'état-major (1820-1866) et les cartes ou photos aériennes de l'IGN pour la période actuelle (1950 à aujourd'hui).

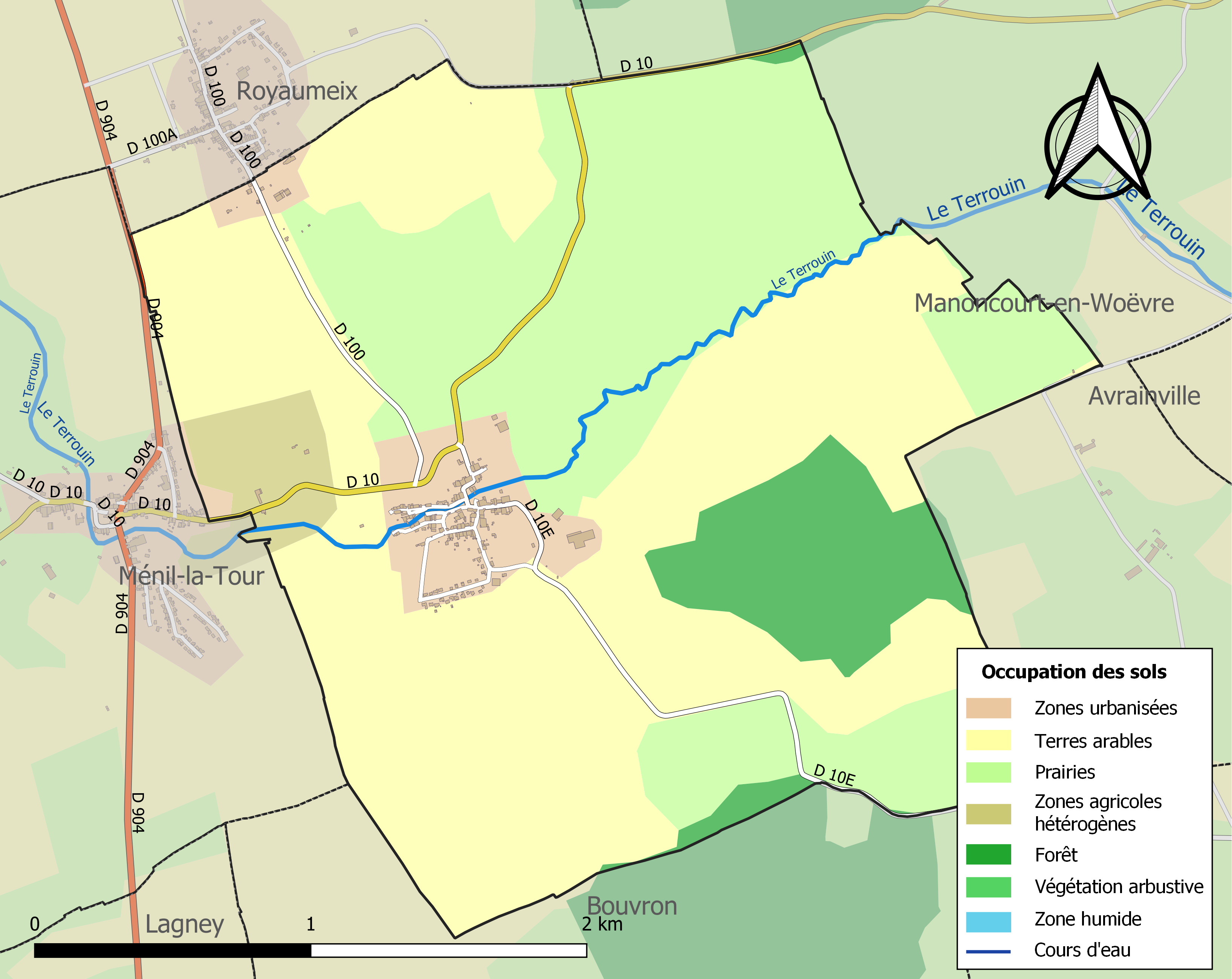
Carte des infrastructures et de l'occupation des sols de la commune en 2018 (CLC).

## Toponymie
Arduno ; Locus qui dicitur Ardinio (622 ?) ; Ecclesia villæ quæ dicitur Andeleriis (986) ; Andeliers (1050) ; Andilliers (1290) ; Andelliers (1315) ; Antillier (1385) ; Andeley, Andeiley (1460) et Andillier (1602), sont les graphies recensées dans le Dictionnaire topographique du département de la Meurthe.
Ardinio (600-622), Andeleriis, (986). Ces deux formes sont tellement différentes que l'étymologie du toponyme reste obscure pour Aude Wirth,.

Toutefois d'autres historiens font un lien entre le nom de ce village et le toponyme latin Angeliacum qui apparaît dans certains documents historiques, comme dans les preuves à l'appui de la notice historique de Dom Calmet :
«ANDILLY, ou Angelier. —Andiiay,en latin Angeliacum, ou Angeriacum,ou Angeriaca Villa, se dit en français Angellier, Angerey, Andilli, ou Andillier. Il est fait mention d'Anchiacum dans le dénombrement des biens de l'abbaye de Bouxières-aux-Dames, en 965 et 968, et dans les biens de saint-Mansuy,en 965.»

### Écarts et lieux-dits
Dans son volume sur l'Histoire de la Lorraine, Y Burnand considère que les déclinaisons de  toponymes issus du nom Sarrazin (Fig1) (sarrazins, sarrazines, sarrazinières...) sont révélateurs de lieux attribués aux païens lors de la christianisation et recèlent statistiquement beaucoup d’artefacts archéologiques en Lorraine.

## Histoire

### Préhistoire
Des silex taillés ont été ramassés sur le territoire de la commune.

### Antiquité
Les premiers habitats ayant laissé des vestiges archéologiques semblent avoir été les abords du Terrouin dans sa vallée et l'emprise de l'actuel Village, au croisement d'anciens chemins partant de Toul vers le nord et le nord-est. Au nombre de ces artefacts sont signalés par la carte archéologique de Gaule, volume consacré à la Meurthe-et-Moselle : des tuiles plates, tessons et autres objets d’époque gallo-romaine y compris une clé en bronze.
Dans le village même, lors de travaux au XIXe siècle, une stratigraphie complète de plusieurs niveaux possibles d'occupation a été mise en évidence : des sépultures de l’antiquité tardive ou de l’époque franque reposant sur des substructions gallo-romaines.

### Moyen Âge et Renaissance
Au lieu-dit Chauffour (fig1-ban communal) une nécropole mérovingienne a été découverte en 1869 et a livré des objets et des squelettes en plusieurs occasions (dont une bague en or).
La commune d'Andilly est citée au Xe siècle par le moine Adson qui indique que le village fait partie de ceux donnés à Endulus, évêque de Toul au VIIe siècle, par dame Prétorie de Toul. La terre d'Andilly  fut alors possédée, soit simultanément, soit successivement, par un grand nombre de seigneurs, qui la reçurent des sires d'Apremont, des ducs de Bar et ensuite des ducs de Lorraine ; tels sont : Renier de Choiseul et Miles Daicey (1315) ; Simon de Varmeranges (1333) ; Philippe Daicey (1334) ; Jean de Toul(l)on (1445) ; Jean d'Orne et Agnès du Chastellet (1446) ; Nicolas de Vienne (1460).

### Époque moderne
Lepage dans son ouvrage (La Meurthe statistique, historique et administrative) écrit en 1843 :
« La commune d'Andilly est essentiellement agricole ; le territoire est assez fertile, quoique froid et difficile à exploiter en raison des nombreuses fondrières qui y existent ; le sol est formé d'une terre blanche et pierreuse. Elle possède trois petits étangs qui amassent les eaux pluviales et qui sont de peu de valeur, un moulin et deux fours à chaux où l'on fait de la chaux noire qui jouit d'une certaine réputation. Andilly renfermait autrefois un hôpital, maintenant détruit, auquel le fondateur avait fait don d'une rente »
- Théâtre de combats en 1914-1918.[réf. souhaitée]

## Politique et administration
| Période                                  | Période      | Identité          | Étiquette | Qualité                      |
| ---------------------------------------- | ------------ | ----------------- | --------- | ---------------------------- |
| 2001                                     | mars 2008    | Guy Hibner        |           |                              |
| mars 2008                                | janvier 2016 | Joël Warchol      |           |                              |
| avril 2016                               | janvier 2018 | Estelle Vuillaume |           |                              |
| avril 2018                               | mai 2020     | Stéphane Tardy    |           | Fonctionnaire de catégorie B |
| mai 2020                                 | En cours     | Yvan Tardy,       |           | Policier ou militaire        |
| Les données manquantes sont à compléter. |              |                   |           |                              |

## Population et société

### Démographie
Les habitants sont nommés les Andillois
L'évolution du nombre d'habitants est connue à travers les recensements de la population effectués dans la commune depuis 1793. Pour les communes de moins de 10 000 habitants, une enquête de recensement portant sur toute la population est réalisée tous les cinq ans, les populations de référence des années intermédiaires étant quant à elles estimées par interpolation ou extrapolation. Pour la commune, le premier recensement exhaustif entrant dans le cadre du nouveau dispositif a été réalisé en 2008.

En 2022, la commune comptait 281 habitants, en évolution de −1,06 % par rapport à 2016 (Meurthe-et-Moselle : −0,13 %, France hors Mayotte : +2,11 %).
| 1793 | 1800 | 1806 | 1821 | 1831 | 1836 | 1841 | 1846 | 1851 |
| ---- | ---- | ---- | ---- | ---- | ---- | ---- | ---- | ---- |
| 264  | 282  | 350  | 335  | 342  | 345  | 352  | 372  | 380  |

| 1856 | 1861 | 1872 | 1876 | 1881 | 1886 | 1891 | 1896 | 1901 |
| ---- | ---- | ---- | ---- | ---- | ---- | ---- | ---- | ---- |
| 337  | 350  | 325  | 338  | 343  | 317  | 296  | 288  | 248  |

| 1906 | 1911 | 1921 | 1926 | 1931 | 1936 | 1946 | 1954 | 1962 |
| ---- | ---- | ---- | ---- | ---- | ---- | ---- | ---- | ---- |
| 229  | 213  | 205  | 186  | 179  | 170  | 149  | 172  | 205  |

| 1968 | 1975 | 1982 | 1990 | 1999 | 2006 | 2008 | 2013 | 2018 |
| ---- | ---- | ---- | ---- | ---- | ---- | ---- | ---- | ---- |
| 202  | 155  | 190  | 205  | 218  | 269  | 284  | 285  | 287  |

| 2022 | - | - | - | - | - | - | - | - |
| ---- | - | - | - | - | - | - | - | - |
| 281  | - | - | - | - | - | - | - | - |

## Économie
H Lepage indique dans son ouvrage, vers 1843, au sujet des produits de la terre :
« Surf. territ. : 400 hect. en terres lab., 80 en prés, 10 en vignes, 41 en bois. L'hectare semé en blé peut rapporter 15 hectol., en avoine 20. On y élève des chevaux, des bœufs et des vaches. La commune d'Andilly est essentiellement agricole... »
indiquant ainsi également la tradition viticole du village. (Cf. carte historique du vignoble lorrain).

### Secteur primaire ouAgriculture
Le secteur primaire comprend, outre les exploitations agricoles et les élevages, les établissements liés à l’exploitation de la forêt et les pêcheurs.
D'après le recensement agricole 2010 du Ministère de l'agriculture (Agreste), la commune d'Andilly était majoritairement orientée sur la polyculture et le poly-élevage (auparavant même production) sur une surface agricole utilisée d'environ 614 hectares (au delà de la surface cultivable communale) en hausse depuis 1988 - Le cheptel en unité de gros bétail s'est renforcé de 245 à 345 entre 1988 et 2010. Il n'y avait plus que 6 exploitations agricoles ayant leur siège dans la commune employant 9 unités de travail.

## Culture locale et patrimoine

### Lieux et monuments
- Église Saint-Martin, chœur et chevet XIIIe siècle, nef XIXe siècle, tour romane de défense ; statue.
- Chapelle du cimetière militaire allemand 1939-1945 (à l'écart) : 33 110 tombes sur le ban de la commune de Bouvron (Meurthe-et-Moselle).

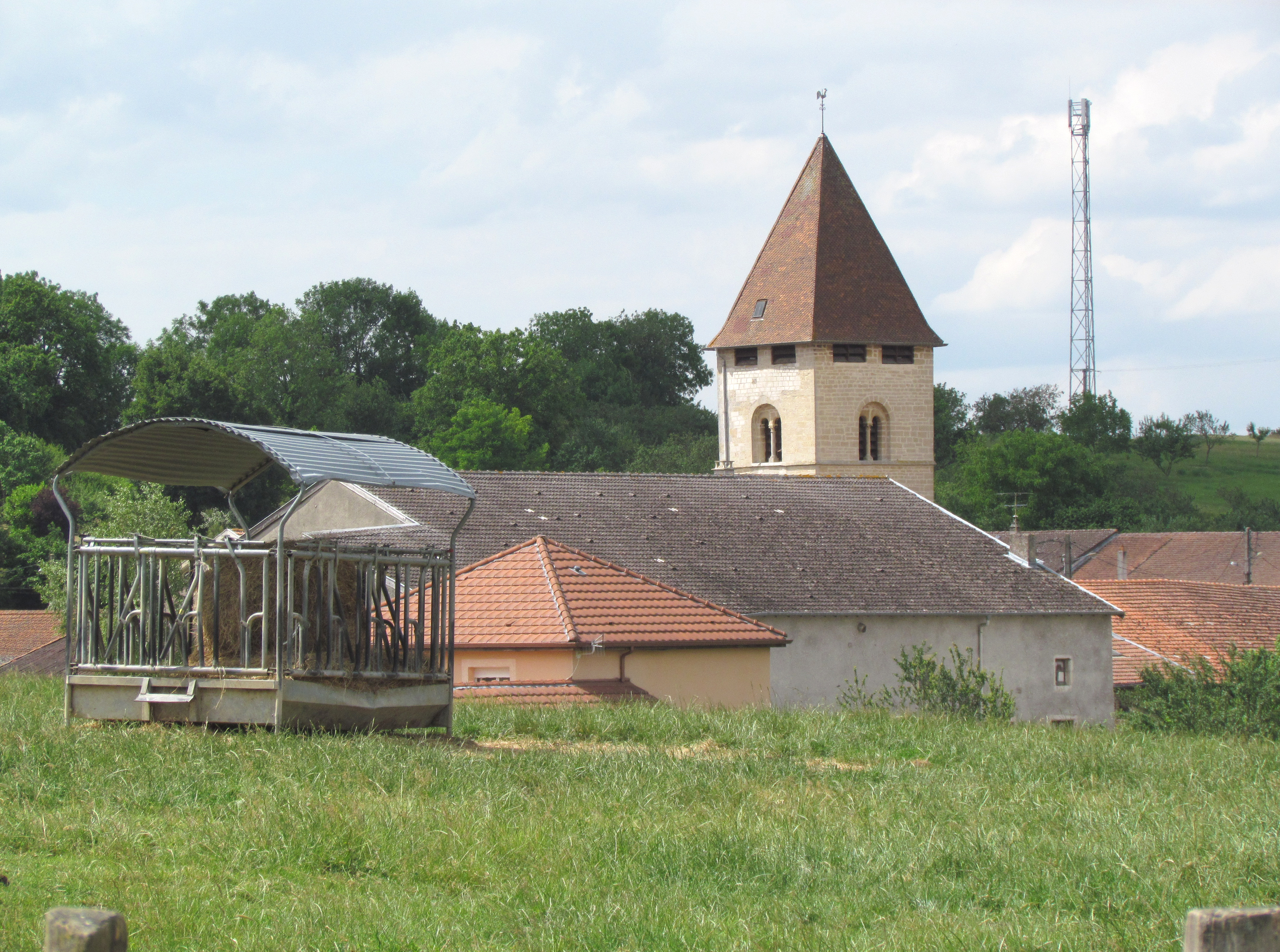
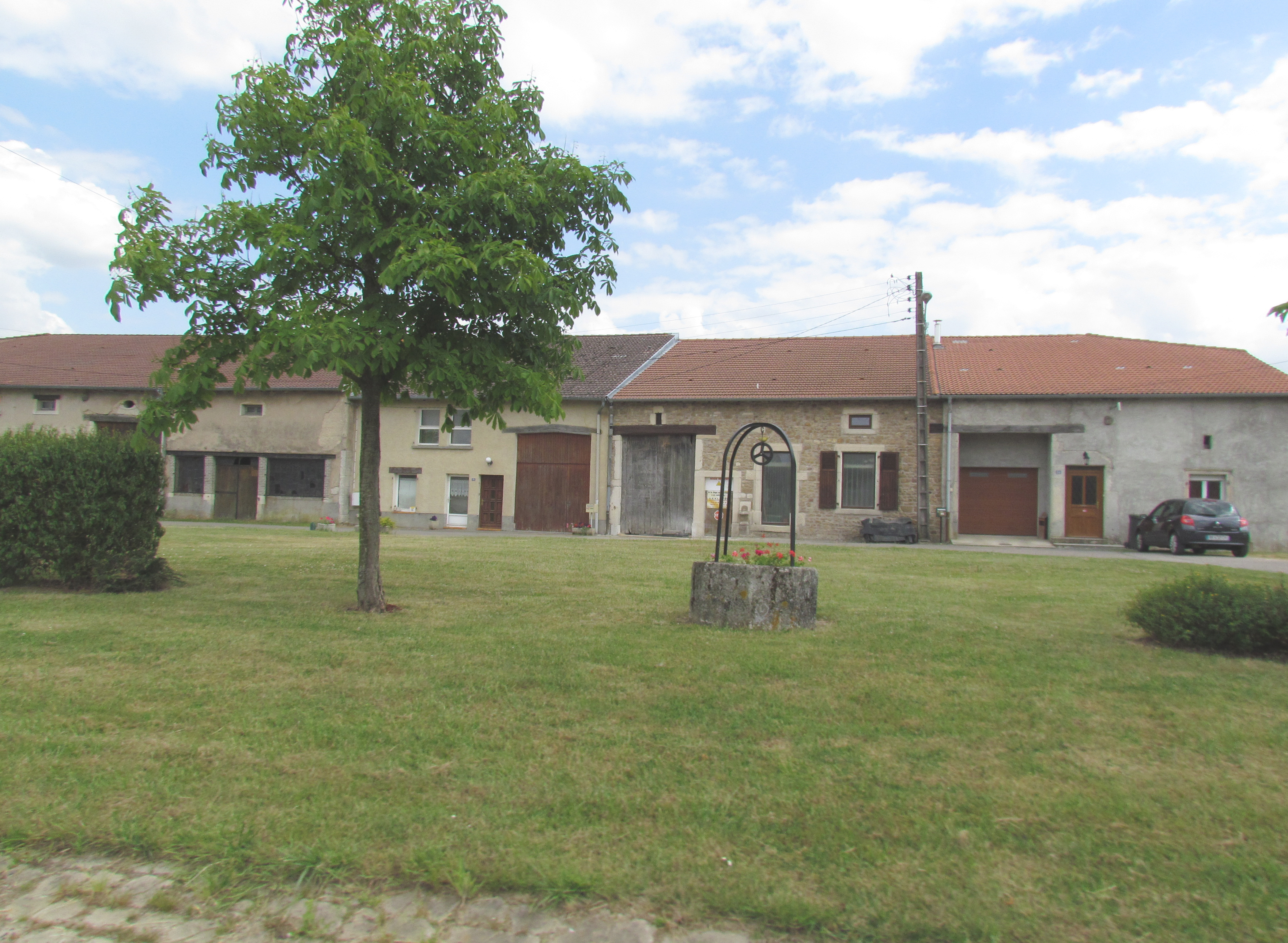
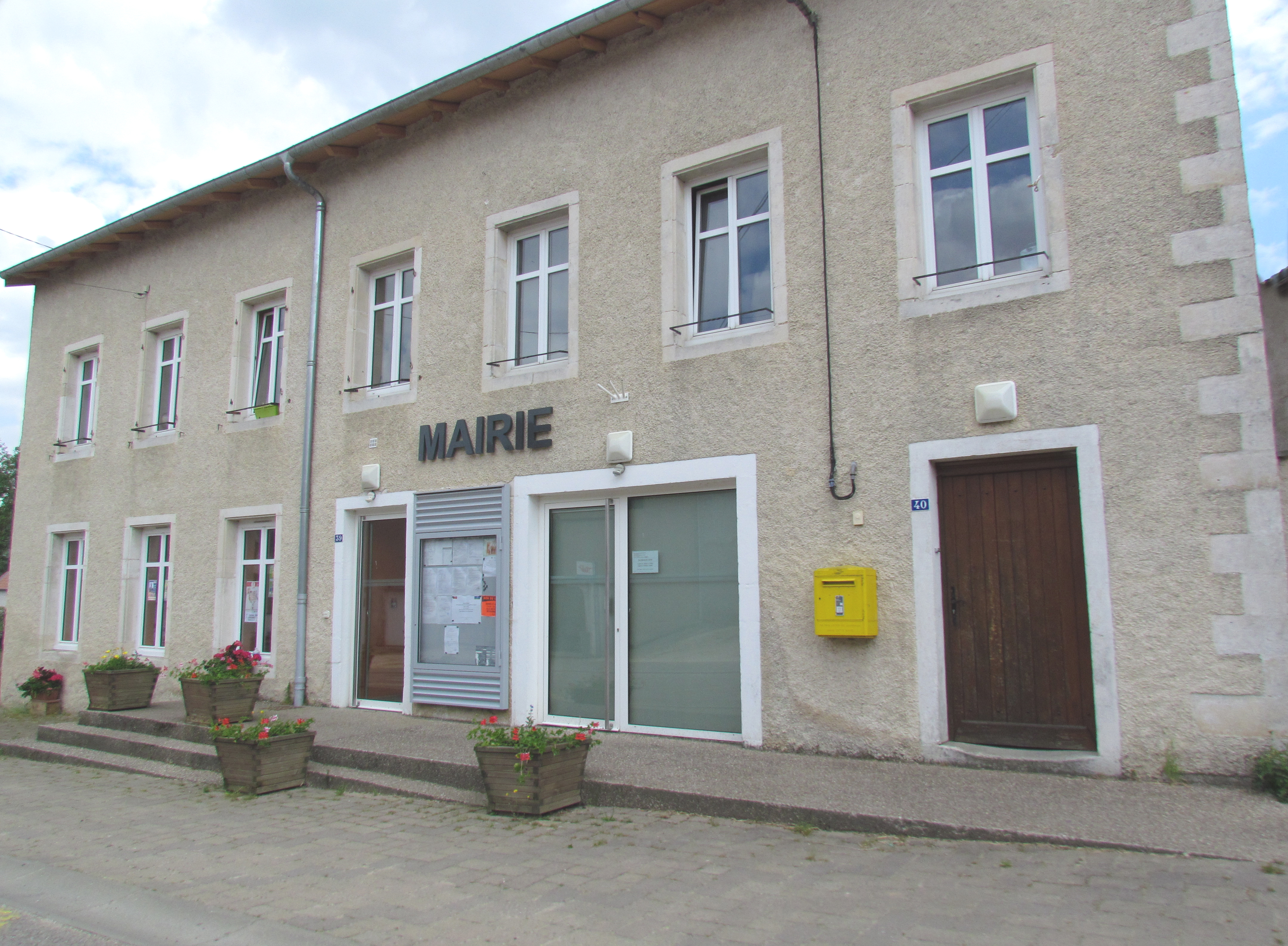
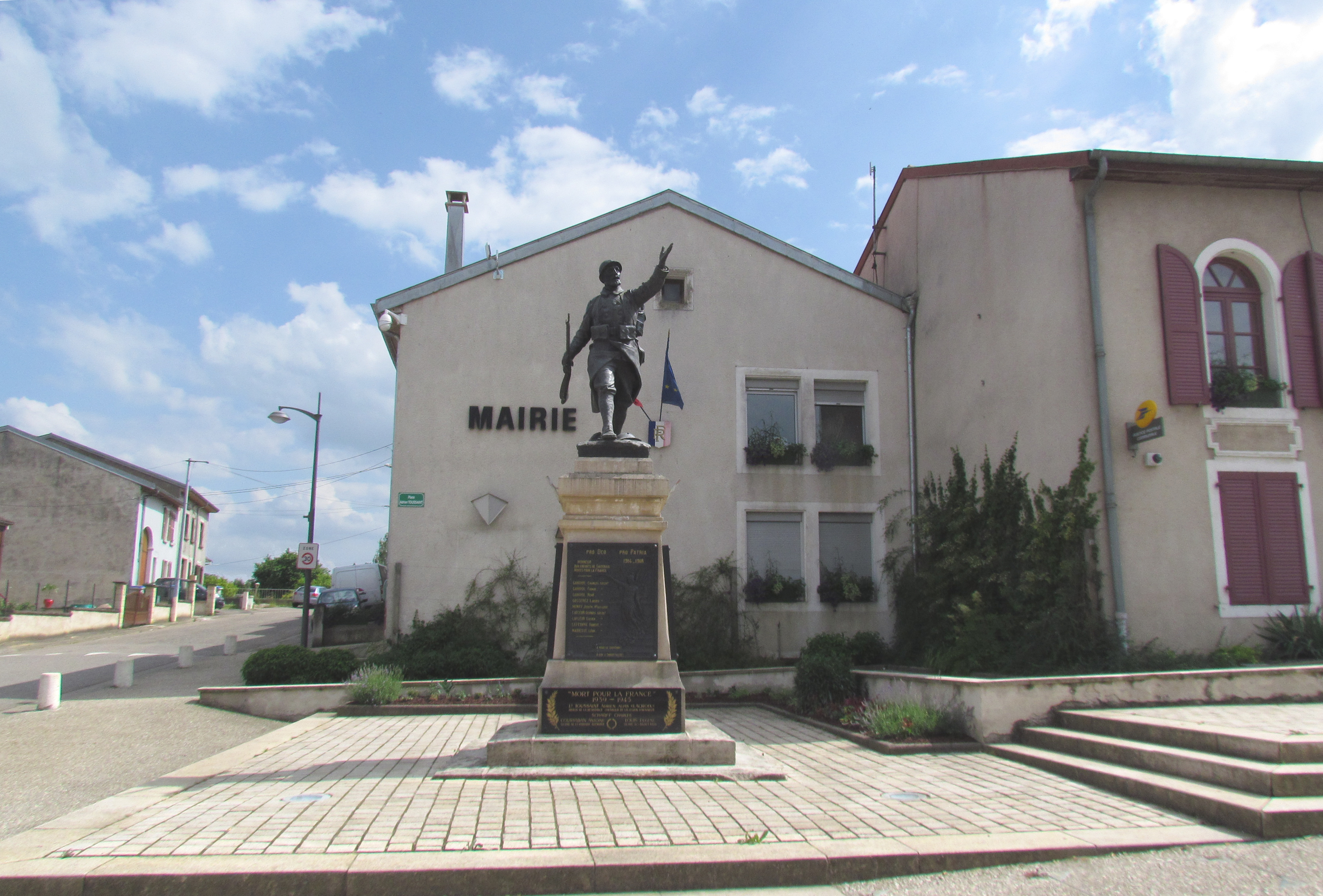

#### Nécropole militaire allemande d'Andilly

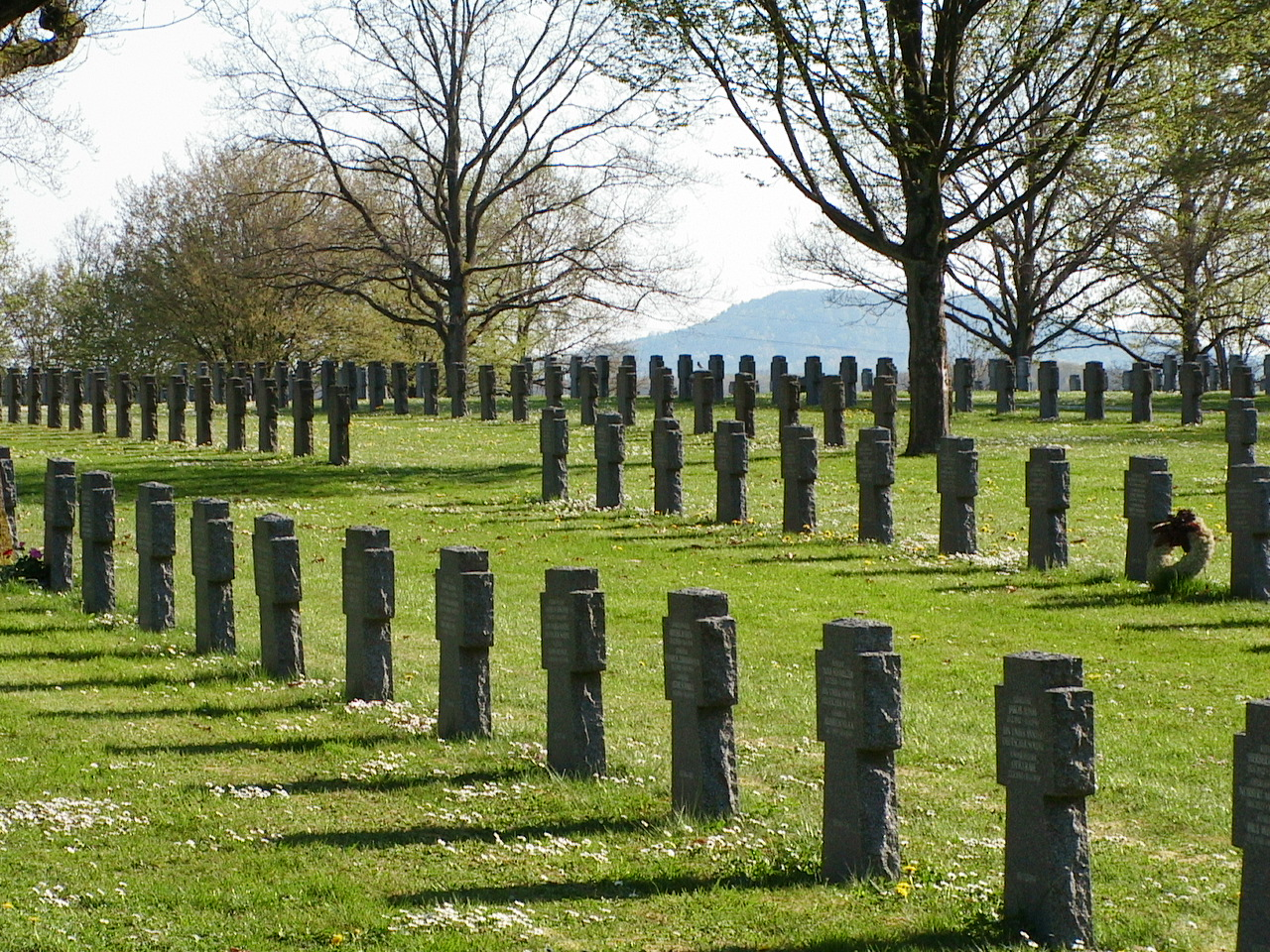
Nécropole militaire allemande d'Andilly.

Voici le texte qui se trouve affiché à l'entrée de la Nécropole militaire allemande d'Andilly :
« Les tombes de soldats sont les grands prédicateurs de la Paix. » (Albert Schweitzer, Prix Nobel de la Paix).
À partir de 1957, le Volksbund a commencé à rechercher et à regrouper à Andilly les corps des soldats allemands tombés à l'ouest de Metz et dans onze départements : Nièvre, Saône-et-Loire, Côte-d'Or, Haute-Marne, Jura, Doubs, Haute-Saône, Vosges, Territoire de Belfort, Meuse et Meurthe-et-Moselle. C'est ainsi qu'avec plus de 33 000 sépultures, la plus grande nécropole militaire allemande pour la Seconde Guerre mondiale en France a été créée. Elle a été ouverte au public en 1962.
Les défunts de ce cimetière appellent à la Paix.

### Personnalités liées à la commune
- Caroline Clément : célèbre mystique stigmatisée et voyante, fille du cultivateur François Clément, lequel avait été élu maire du village à 26 ans, née à Andilly le 28 juillet 1825 et décédée le 1er mars 1887[40]

### Héraldique, logotype et devise
| Blason de Andilly | Blason  | De gueules à la crosse abbatiale contournée d'or, accostée de deux croix recroisetées au pied fiché du même. |
| Blason de Andilly | Détails | Le statut officiel du blason reste à déterminer.                                                             |